# ۱۴۲۱ (میلادی)
۱۴۲۱ (میلادی) هزار و چهارصد و بیست و یکمین سال تقویم میلادی است.

## زادگان
- ۶ دسامبر - هنری ششم، پادشاه انگلستان (درگذشت ۱۴۷۱)

## درگذشتگان
‎